# ریچارد ویدمارک
ریچارد ویدمارک (به انگلیسی: Richard Widmark) (زادهٔ ۲۶ دسامبر ۱۹۱۴ – درگذشتهٔ ۲۴ مارس ۲۰۰۸) هنرپیشه اهل ایالات متحده آمریکا بود.

## ابتدای زندگی دوران کودکی، نوجوانی و جوانی
ویدمارک در ۲۶ دسامبر ۱۹۱۴ در شهر سانرایز، مینه‌سوتا، پسر اتل مائه (با نام خانوادگی بار) و کارل هنری ویدمارک متولد شد. پدرش سوئدی‌تبار و مادرش انگلیسی و اسکاتلندی‌تبار بود. ویدمارک در پرینستون، ایلینویز بزرگ شد و برای مدت کوتاهی در هنری، ایلینویز زندگی کرد و به دلیل کار پدرش به عنوان فروشنده دوره‌گرد، اغلب جابجا می‌شد. او در کالج لیک فارست تحصیل کرد، جایی که در آنجا بازیگری خواند و پس از فارغ‌التحصیل شدن با مدرک لیسانس هنرهای سخنرانی در سال ۱۹۳۶، به تدریس بازیگری پرداخت.

## زندگی‌نامه
او برای بازی در نقش تامی اودو شرور در اولین فیلم خود، بوسه مرگ (۱۹۴۷) نامزد جایزه آکادمی شد، که برای آن جایزه گلدن گلوب برای امیدوارترین تازه‌وارد را نیز دریافت کرد. ویدمارک در اوایل کار خود در نقش‌های شرور یا ضدقهرمان در فیلم‌ها ظاهر می‌شد، اما بعداً به نقش‌های قهرمانانه‌تر و نقش‌های فرعی در وسترن، درام‌های اصلی و فیلم‌های ترسناک تبدیل شد.
ویدمارک برای کمک‌هایش به صنعت فیلم‌سازی، یک ستاره در پیاده‌روی مشاهیر هالیوود در بلوار هالیوود ۶۸۰۰ دارد. در سال ۲۰۰۲، او به تالار مشاهیر اجراکنندگان غربی در موزه ملی کابوی و میراث غربی در اوکلاهما سیتی، اوکلاهما معرفی شد.

## رادیو
ویدمارک اولین بازی خود را به عنوان بازیگر رادیو در سال ۱۹۳۸ در داستان‌های زندگی واقعی خاله جنی انجام داد. در سال‌های ۱۹۴۱ و ۱۹۴۲، او هر روز در «سیستم پخش متقابل» در نقش اصلی سریال روزانه «فرانت پیج فارل» شنیده می‌شد که هر روز بعدازظهر را به‌عنوان «درام رادیویی مهیج و فراموش‌نشدنی… داستان یک روزنامه‌نگار کرک و همسرش» معرفی می‌کرد. داستان دیوید و سالی فارل." فارل گزارشگر برتر بروکلین ایگل بود. وقتی سریال به NBC منتقل شد، ویدمارک نقش را به کارلتون جی یانگ و استاتز کاتسورث داد.
در طول دهه ۱۹۴۰، ویدمارک همچنین در برنامه‌های رادیویی شبکه‌ای مانند Gang Busters, The Shadow, Inner Sanctum Mysteries, Joyce Jordan, M.D. , Molle Mystery Theatre, Suspense، و Ethel and Albert شنیده می‌شد. در سال ۱۹۵۲، او سینسیناتوس شرایوک را در قسمتی از Cavalcade of America با عنوان «ماجراجویی در کنتاکی» به تصویر کشید.[۶] او دهه‌ها بعد به درام رادیویی بازگشت و در تئاتر رازآلود رادیویی CBS (۱۹۷۴–۱۹۸۲) اجرا کرد و همچنین یکی از پنج مجری رادیو تئاتر سیرز (به عنوان مجری «شب ماجراجویی» جمعه) از ۱۹۷۹–۱۹۸۱ بود.

## بخشی از فیلمشناسی
از فیلم‌ها یا برنامه‌های تلویزیونی که وی در آن نقش داشته‌است می‌توان به آثار زیر اشاره کرد.
- وحشت در خیابان‌ها (۱۹۵۰) در نقش دکتر کلینتن رید
- زحمت در زدن به خودت نده (۱۹۵۲) در نقش Jed Towers
- خانه پر او. هنری (۱۹۵۲) در نقش Johnny Kernan (segment "The Clarion Call")
- مقصد گوبی (۱۹۵۳) در نقش CPO Samuel T. McHale
- جیب‌بر خیابان جنوبی (۱۹۵۳) در نقش Skip McCoy
- باغ شیطان (۱۹۵۴) در نقش Fiske
- آخرین واگن (فیلم ۱۹۵۶) (۱۹۵۶) در نقش Comanche Todd
- ژان مقدس (۱۹۵۷) در نقش The Dauphin, Charles VII
- دام (فیلم ۱۹۵۹) (۱۹۵۹) در نقش Ralph Anderson
- وارلاک (فیلم ۱۹۵۹) (۱۹۵۹) در نقش Johnny Gannon
- آلامو (۱۹۶۰) در نقش جیمز بویی
- محاکمه در نورنبرگ (۱۹۶۱) در نقش Col. Tad Lawson
- چگونه غرب تسخیر شد (۱۹۶۲) در نقش Mike King
- پائیز قبیله شاین (۱۹۶۴) در نقش Capt. Thomas Archer
- رویداد بدفورد (۱۹۶۵) در نقش Captain Eric Finlander U.S.N.
- آلوارز کلی (۱۹۶۶) در نقش Col. Tom Rossiter
- قتل در قطار سریع‌السیر شرق (فیلم ۱۹۷۴) (۱۹۷۴) در نقش Ratchett
- اصل دومینو (۱۹۷۷) در نقش Tagge
- قطار هوایی (فیلم ۱۹۷۷) (۱۹۷۷) در نقش Agent Hoyt
- کما (فیلم ۱۹۷۸) (۱۹۷۸) در نقش Dr. Harris
- حمله زنبورها (فیلم) (۱۹۷۸) در نقش Gen. Slater
- گزینه نهایی (فیلم) (۱۹۸۲) در نقش Secretary of State Arthur Currie
- رنگ‌های واقعی (۱۹۹۱)

## جوایز
برنده بهترین تازه‌وارد مرد گلدن گلوب - ۱۹۴۷